# Teenage Mutant Ninja Turtles (Mirage Studios)
Teenage Mutant Ninja Turtles, ook bekend als Eastman and Laird's Teenage Mutant Ninja Turtles, is een Amerikaanse stripboekserie gepubliceerd door Mirage Studios sinds 1984. De serie begon als een parodie op een aantal bekende strips van die tijd, gemaakt door Kevin Eastman en Peter Laird. Sindsdien is de stripserie echter uitgegroeid tot een wereldwijd bekend fenomeen, met als spin-off vier televisieseries en vijf films.
Over de jaren hebben de Turtles in de strips verschillende crossovers gehad met andere succesvolle strips zoals Dave Sim's Cerebus, Erik Larsen's Savage Dragon, Bob Burden's Flaming Carrot, en Stan Sakai's Usagi Yojimbo.

## Oorsprong van het concept
Het concept begon als een komische tekening van Kevin Eastman die hij maakte tijdens het brainstormen met zijn vriend Peter Laird. De tekening was die van een korte antropomorfe Turtle met een masker en nunchaku’s. Voor de jonge artiesten was de tekening behoorlijk humoristisch vanwege de contradictie: een koudbloedig langzaam reptiel met de snelheid en lenigheid van een Japanse vechtkunstmeester. Op Lairds voorstel maakten de twee een team van vier van deze “Turtles”, elk met een ander wapen. De twee geven nog geregeld het werk van Frank Miller en Jack Kirby als belangrijkste bron van inspiratie.
Met geld van een belastingteruggave en een lening van Eastman’s oom vormden de twee Mirage Studios, en publiceerden zelf een enkel stripboek. Deze strip was een parodie op Marvel Comics’ The New Mutants, Cerebus, Ronin, en Daredevil Veel fans zullen in de oorsprong van de Turtles overeenkomsten met de oorsprong van Daredevil herkennen: een verkeersongeluk met ene blinde man en een vrachtwagen die een radioactief afvalproduct vervoert. De naam van de Turtles’ meester, "Splinter", is een parodie op Daredevil’s mentor, "Stick." De Foot, een clan van kwaadaardige ninja’s, is een parodie op de Hand, een ninjaclan uit Daredevil.

## Publicatiegeschiedenis
Zie ook: Tales of the Teenage Mutant Ninja Turtles

### Volume 1: 1984 - 1993
Het eerste deel van Teenage Mutant Ninja Turtles werd verwerkt in deel #1 en #2 van Eastman en Laird’s stripserie uit 1984, Gobbledygook. Dit boek kwam uit in Mei 1984 op een stripboekbeurs in Portsmouth, New Hampshire. De strip werd op tijdschriftformaat gedrukt in een oplage van slechts 3000 exemplaren. Deze strips zijn vandaag de dag een verzamelobject.
Het succes van deze eerste strip leidde tot een zwart-wit stripserie midden jaren 80. Dit had al snel een aantal andere strips met antropomorfe dieren tot gevolg, die hoopten mee te liften op het succes. Voorbeelden hiervan waren: Adolescent Radioactive Black Belt Hamsters, de Cold-Blooded Chameleon Commandos, en Pre-Teen Dirty-Gene Kung Fu Kangaroos. De meeste hiervan trokken nauwelijks fans en verdwenen al snel weer.
In 1989, toen de Return to New York-verhaallijn uitkwam, waren de Ninja Turtles ook bekend in andere media. Eastman en Laird deden nu vooral het administratieve werk en regelden de internationale merchandising. Daarom werden veel gastschrijvers en tekenaars erbij gehaald om de strips te blijven maken. Dit had wel tot gevolg dat de strip steeds verder afdwaalde van het originele concept.
Vanaf seel #45 probeerde Mirage de stripserie terug te brengen naar de oude continuïteit. Een dertiendelig verhaal getiteld City at War begon in deel #50 en was de eerste strip geheel geschreven door Eastman en Laird sinds deel #11.

### Volume 2: 1993 - 1995
Mirage Studios lanceerde Volume 2 van de serie in oktober 1993. Deze serie was in kleur, maar volgde wel de continuïteit van volume 1. Deze serie, geschreven en getekend door Jim Lawson, liep maar 13 delen. De serie werd stopgezet door de afnemende populariteit.

### Volume 3: 1996 - 1999
Erik Larsen kwam de serie te hulp in juni 1996, met een derde volume. Deze werd uitgegeven onder het logo van Image Comics. De 23 maandelijkse strips werden geschreven door Gary Carlson en getekend Frank Fosco. De serie betekende een terugkeer naar de zwart-wit strips en had meer intense actie. Ook bracht de serie fysieke veranderingen aan bij de Turtles zelf (Leonardo verloor een hand, Raphael's gezicht werd verminkt en Donatello werd een cyborg). Raphael nam de identiteit van Shredder aan en probeerde de Foot Clan te leiden.
Met Volume 3 werden de Turtles ingeburgerd in het fictieve universum van Image Comics, wat de mogelijkheid bood voor meer crossovers met en gastoptredens van personages uit andere strips.
Volume 3 werd stopgezet in 1999 en wordt ook niet langer gezien als officieel onderdeel van de TMNT-continuïteit. In de erop volgende serie, Volume 4, werden alle gebeurtenissen uit volume 3 genegeerd en kregen de Turtles hun oude uiterlijk terug. Raphael die de identiteit van Shredder aanneemt, is wel verwerkt in de tweede animatieserie in de aflevering The Darkness Within. In die aflevering wordt onthuld dat Raphaels grootste angst is dat hij verteerd zal worden door zijn woedde en datgene zal worden wat hij haat.

### Volume 4: 2001 - 2006
Peter Laird en Jim Lawson brachten de Turtles terug naar hun oorsprong in de serie TMNT, die begon in december 2001. De serie verscheen om de twee maanden, en liep t/m juni 2006. Daarna ging de serie op hiatus.
In deze serie werd een fout hersteld die al aanwezig was sinds volume 1: de spelling van Michelangelo’s naam (deze werd tot dusver incorrect gespeld als "Michaelangelo").
De serie speelde zich af 15 jaar na Volume 2. De Turtles waren nu ergens in de 30 en wonen samen in een rioolschuilplaats onder New York. Casey Jones en April waren in de serie inmiddels getrouwd en houden nog altijd contact met de Turtles. Splinter was in het begin van de serie een soort opafiguur voor Casey en Aprils geadopteerde dochter, Shadow. Hij overleed in deel 10 van de serie. De Utroms waren teruggekeerd naar de Aarde en vrijwel iedereen weet nu van hun bestaan af. De Turtles zelf hoefden zich ook niet meer verborgen te houden.

## Plot

### Volume 1

#### Oorsprong
Het eerste deel van de serie introduceerde de Turtles en toonde hoe ze werden wat ze nu zijn. Tevens toont de strips het eerste gevecht tussen de Turtles en Shredder, dat eindigt met Shredders dood als gevolg van een bomexplosie.

#### De Fugitoid
In deze verhaallijn onderzoeken de Turtles meer over hun oorsprong en ontdekken ze dat het mutageen wat hen veranderde een bijproduct was van wetenschappelijke onderzoek van een buitenaards ras genaamd de Utroms. Bij hun onderzoek worden de Turtles per ongeluk naar de andere kant van de Melkweg geteleporteerd, waar ze Professor Honeycutt, een briljante wetenschapper wiens hersens in een robotlichaam zitten, ontmoeten. Ze helpen hem ontsnappen aan de Triceratons en de Federation.

#### Silent Partner
Shredder keert terug uit de dood door een unieke techniek van de Foot. Hij en de Foot Clan lokken Leonardo in een hinderlaag, wat hem bijna zijn leven kost. De Turtles, Splinter, April O'Neil en Casey Jones trekken zich terug in de boerderij van Casey’s oma.

#### Return to New York
Een jaar later keren de Turtles terug naar New York om de Shredder voorgoed te verslaan. In het conflict onthoofdt Leonardo hem. Daarna cremeren ze zijn lichaam zodat de Foot hem nooit meer tot leven kunnen brengen.

#### City at War
Met Shredder uit de weg breekt er een bendeoorlog los in New York. Verschillende takken van de Foto vechten onderling voor het leiderschap. Karai, de leider van de Japanse tak van de Foot, komt naar New York om de vrede te herstellen. De Turtles helpen haar, op voorwaarde dat de Foot de Turtles nooit meer lastig zullen vallen. In deze verhaallijn vecht Splinter ook met de Rat King, en wordt Casey verliefd op een vrouw genaamd Gabrielle.

### Volume 2
De Turtles kiezen ervoor om elk hun eigen weg te gaan en te ontdekken wat de zin van hun leven is zonder hun langdurige vijand, de Foot. Ondertussen maakt Dr. Baxter Stockman voor zichzelf een robotisch lichaam en wordt een moordmachine. Hij verslaat in deze vorm Raphael, die door de overheid wordt meegenomen voor onderzoek.
De andere drie Turtles komen weer samen en verslaan Stockman. Daarna dringen ze het DARPA gebouw binnen en ontdekken dat daar ook enkele aliens worden vastgehouden, waaronder een Triceraton. Een groots gevecht volgt, waarin de Turtles en andere gevangenen kunnen ontsnappen.

### Volume 3
De Turtles’ verjaardag wordt verstoord door Cyborg huurmoordenaars en Pimiko. Donatello en Raphael raken zwaargewond: Raphaels gezicht wordt verbrand en Donatello ontvoerd. Hij en Splinter worden per helikopter meegenomen. Onderweg vallen Donatello en een van de cyborgs uit de helikopter. Donatello kan de cyborg verslaan, maar breekt zijn schedel bij de landing op straat en is verlamd. Het harnas van de Cyborg bindt zich aan hem en veranderd Donatello in een cyborg.
Ondertussen wordt Splinter gevangen gehouden door de Komdo, die werkt voor Makó (een schurk uit The Savage Dragon serie). Tijdens de reddingsactie van de Turtles veranderde Komodo in een enorme Komodovaraan en Splinter in een enorme vleermuis. Deze verhaallijn werd niet verder voortgezet omdat de stripserie werd geannuleerd.

## Bedenkers
- Peter Laird - Vol. 1 #1-12, 15, 19-21, 48-62; Vol. 4 #1-huidig
- Kevin Eastman - Vol. 1 #1-11, 14, 17-21, 32, 48-62; Bodycount #1-4
- Dave Sim - Vol. 1 #8
- Michael Dooney - Vol. 1 #9, 13, 27, 46-47
- Ryan Brown - Vol. 1 #9; Leonardo #1
- Jim Lawson - Vol. 1 #9, 15, 19-21, 28, 48-49, 51-62; Vol. 2 #1-13; Vol. 4 #1-huidig
- Steve Bissette - Leonardo #1
- Eric Talbot - Vol. 1 #14, 17, 20, 32; Vol. 2 #4-11; Vol. 4 #5-huidig
- Mark Martin - Vol. 1 #16, 22-23
- Mark Bode - Vol. 1 #18, 32
- Rick Veitch - Vol. 1 #24-26, 30
- Stephen Murphy - Vol. 1 #28
- A.C. Farley - Vol. 1 #29, 43
- Michael Zulli - Vol. 1 #31, 35-36
- Jan Strnad - Vol. 1 #33
- Richard Corben - Vol. 1 #33
- Rich Hedden - Vol. 1 #34, 38-40
- Tom McWeeney - Vol. 1 #34, 38-40
- Rick McCollum - Vol. 1 #37, 42
- Bill Anderson - Vol. 1 #37, 42
- Matt Howarth - Vol. 1 #41
- Paul Jenkins - Vol. 1 #43
- Rick Arthur - Vol. 1 #44
- Dan Berger - Vol. 1 #45
- Keith Aiken - Vol. 1 #46-49, 51-52, 54-57, 59-60, 62
- Matt Banning - Vol. 1 #53
- Jason Minor - Vol. 1 #58, 61; Vol. 2 #1-3
- Gary Carlson - Vol. 3 #1-23
- Frank Fosco - Vol. 3 #1-23
- Simon Bisley - Bodycount #1-4

## Boeken

### Mirage Publicatie
- TMNT Collected Book Volume 1, collecting Vol. 1 #1-11, plus Raphael #1, Michelangelo #1, Donatello #1, and Leonardo #1
- TMNT Collected Book Volume 2, collecting Vol. 1 #12-14
- TMNT Collected Book Volume 3, collecting Vol. 1 #15, 17-18
- TMNT Collected Book Volume 4, collecting Vol. 1 #19-21
- TMNT Collected Book Volume 5, collecting Vol. 1 #16, 22-23
- TMNT Collected Book Volume 6, collecting Vol. 1 #24-26
- TMNT Collected Book Volume 7, collecting Vol. 1 #27-29
- Shell Shock, verzameling van korte verhalen door andere tekenaars en schrijvers. *Challenges, door Michael Dooney

### Eerste publicatie
- Teenage Mutant Ninja Turtles Book I (ISBN 0-915419-09-2) collecting Vol. 1 #1-3
- Teenage Mutant Ninja Turtles Book II (ISBN 0-915419-22-X) collecting Vol. 1 #4-6
- Teenage Mutant Ninja Turtles Book III (ISBN 0-915419-28-9) collecting Vol. 1 #7-9
- Teenage Mutant Ninja Turtles Book IV (ISBN 0-915419-43-2) collecting Leonardo #1 & Vol. 1 #10-11